# Mamifer
Mamiferele (din latinescul mamma – „sân”, „mamelă” + ferre – „a purta”) sunt un grup de animale vertebrate care constituie clasa Mammalia și se caracterizează prin prezența: glandelor mamare, care la femele produc lapte pentru hrănirea puilor; a neocortexului (o regiune a creierului); blănii sau părului și a oscioarelor urechii medii. Aceste caracteristici le disting de cealaltă grupă de amnioate, reprezentate de reptile și păsări (sauropside). Mamiferele reprezintă o linie evolutivă proprie, derivată din sinapsidele apărute în Carbonifer, acum peste 300 de milioane de ani. În prezent au fost identificate aproximativ 6.400 de specii existente de mamifere. Cele mai numeroase ordine sunt rozătoarele, liliecii și insectivorele (arici, talpide, chițcani și altele), următoarele trei fiind primatele (inclusiv oamenii, maimuțele, lemurienii și alți), paricopitatele (cetacee, hipopotamide) și carnivorele (pisici, câini, foci și altele).
Cât privește cladistica, care reflectă istoria evoluționistă a grupului, mamiferele sunt singurii membri vii ai Synapsida. Această cladă, alături Sauropsida (reptile și păsări), formează un grup taxonomic comun, numită Amniota. Strămoșii primelor mamifere au fost sinapsidele pelicozauriene din clada Sphenacodontia (grup care includea specii premamale precum Dimetrodon). La sfârșitul Carboniferului, în urmă cu aproximativ 300 de milioane de ani, sinapsidele se îndepărtează de linia filogenetică sauropsidică. Linia care urmează cladei Sphenacodontia s-a împărțit în mai multe grupuri de sinapside non-mamifere — uneori denumite incorect reptile asemănătoare mamiferelor — înainte de a da naștere terapsidelor în perioada Permianului timpuriu. Astfel, mamiferele provin de la cinodonți, un grup avansat de terapside din timpul Triasicului târziu. Majoritatea ordinelor contemporane ale mamiferelor au apărut în perioadele Paleogen și Neogen ale erei Cenozoice. După dispariția dinozaurilor non-aviari reprezintă grupul dominant de vertebrate terestre de acum 66 de milioane de ani până în prezent. 
Corpul tip al mamiferelor este patruped, alcătuit din cap, gât, torace, abdomen și coadă, majoritatea mamiferelor folosind cele patru extremități pentru locomoția terestră. La unele mamifere, extremitățile sunt adaptate pentru deplasarea în apă (cetacee și pinipede), zbor (lilieci), planare (veverițe) sau săpatul subteran (cârtițe). Mamiferele au o dimensiune cuprinsă între 30-40 mm (liliac) și 30 m (balena albastră) — cel mai mare animal care a trăit vreodată pe Pământ. Durata de viață maximă variază de la doi ani pentru soricide la 211 de ani pentru balena de Groenlanda. Majoritatea mamiferelor contemporane dau naștere la pui vii, cu excepția a cinci specii de monotreme, care sunt mamifere ovipare (depun ouă). Cel mai numeros grup de mamifere, numit Placentalia, include forme la care formează un organ special în timpul gestației, numit placentă, destinat nutriției fătului.
Unele mamifere sunt „inteligente”, posedând un creier bine dezvoltat, conștiință de sine și capacitatea de a utiliza unelte primitive. Mamiferele pot comunica și vocaliza sunete în mai multe moduri: producerea de ultrasunete, marcarea teritoriului prin intermediul anumitor substanțe, semnale de alarmă, cânt și ecolocație. Mamiferele se pot organiza în societăți de fisiune-fuziune, haremuri și ierarhii; dar pot fi și solitare sau teritoriale. Majoritatea mamiferelor sunt poligame, dar unele sunt monogame sau poliandre.
Domesticirea unor specii de mamifere de către oameni a jucat un rol major în revoluția neolitică și a dus la dispariția societății vânătorilor și culegătorilor ca modalitate de constituire a comunităților umane. Acest lucru a dus la o restructurare majoră a societăților umane de la modul de viață nomad la unul sedentar, cu o cooperare mai intensă între grupuri din ce în ce mai numeroase, favorizând dezvoltarea primelor civilizații. 
Mamiferele domesticite sunt exploatate ca animale de tracțiune, surse de produse alimentare (carne, lactate), blană și piele. De asemenea, unele mamiferele sunt folosite ca organisme model în știință sau vânate. 
Mamiferele sun reprezentate în arta grafică din paleolitic și continuă să fie prezente în literatură, filme, mitologie și religie. Scăderea numărului și dispariția multor mamifere este determinată în primul rând de braconaj și de distrugerea habitatelor de către om (defrișări, dezmlăștinire, desțelenirea stepelor și a luncilor etc).

## Clasificare
| Rodentia Chiroptera Soricomorpha Primates Carnivora Artiodactyla Diprotodontia Lagomorpha Didelphimorphia Cetacea Dasyuromorphia | Afrosoricida Erinaceide Cingulata Peramelemorphia Scandentia Perissodactyla Macroscelidea Pilosa Monotremata Proboscidea |

Ordinele Rodentia (albastru), Chiroptera (roșu) și Soricidele (galben) formează împreună peste 70% din speciile de mamifere.

Clasificarea mamiferelor a suportat mai multe modificări, odată cu definirea acestui grup taxonomic de Carl Linné în 1758. În prezent, niciun sistem de clasificare a organismelor vii nu este universal acceptat. McKenna & Bell (1997) și Wilson & Reader (2005) oferă compendii recente utile în acest sens. Principiile de clasificare a mamiferelor propusă de George Gaylord Simpson (Buletinul AMNH v. 85, 1945) furnizează o imagine generalistă asupra sistematicii și originii mamiferelor, concepte predate universal până la sfârșitul secolului al XX-lea. Clasificarea mamiferelor propusă de Simpson a fost recalibrată în urma descoperirilor paleontologice recente. Totuși, în ultimii au avut loc mai multe dezbateri privește cu privire la principiile de clasificare ale organismelor, inclusiv mamiferele, incluzând rezultatle genetice. Chiar și în astfel de condiții, clasificarea propusă de Simpson fiind depășită, rămâne a fi cea mai apropiată de cerințele actuale.
Cele mai multe mamifere, inclusiv cele șase ordine bogate în specii, aparțin grupului placentar. Cele trei ordine cele mai mari în număr de specii sunt Rodentia: șoareci, șobolani, porcupine, castori, capibare și alte mamifere rozătoare; Chiroptera: lilieci; și Soricomorpha: soricidele, țestarii și solenodonii.
La începutului secolului XXI, studiile moleculare bazate pe analizele de ADN, au furnizat noi date privind legătura evoluționistă între taxonii mamiferelor. Sistemele actuale de clasificare bazate pe studii moleculare relevă trei grupuri majore, sau linii filogenetice, de mamifere placentare - Afrotheria, Xenarthra și Boreoeutheria - care s-au desprins în perioada Cretacică dintr-un strămoș comun. Totuși, legăturile dintre cele trei ramuri este controversată, existând mai multe ipoteze de clasificare a mamiferelor. Principalele grupe care alcătuiesc clasa mamiferelor sunt: Atlantogenata, Epitheria și Exafroplacentalia. Boreoeutheria reprezintă două linii evoluționiste - Euarchontoglires și Laurasiatheria.
Estimărea timpul de divergență a celor trei grupe maore de placentare variază între 105 - 120 de milioane de ani în urmă, în funcție de tipul de ADN utilizat în cercetările moleculare (nuclear sau mitocondrial) și de interpretările oferite de datele paleogeografice. 
|  | Afrotheria |
|  |            |
|  | Xenarthra  |
|  |            |

|  | Euarchonta |
|  |            |
|  | Glires     |
|  |            |

|  | Cetartiodactyla |
|  |                 |
|  | Perissodactyla  |
|  |                 |

|  | Pholidota |
|  |           |
|  | Carnivora |
|  |           |

|  | Cetartiodactyla |
|  |                 |
|  | Perissodactyla  |
|  |                 |

|  | Pholidota |
|  |           |
|  | Carnivora |
|  |           |

|  | Cetartiodactyla |
|  |                 |
|  | Perissodactyla  |
|  |                 |

|  | Pholidota |
|  |           |
|  | Carnivora |
|  |           |

|  | Cetartiodactyla |
|  |                 |
|  | Perissodactyla  |
|  |                 |

|  | Pholidota |
|  |           |
|  | Carnivora |
|  |           |

|  | Cetartiodactyla |
|  |                 |
|  | Perissodactyla  |
|  |                 |

|  | Pholidota |
|  |           |
|  | Carnivora |
|  |           |

|  | Cetartiodactyla |
|  |                 |
|  | Perissodactyla  |
|  |                 |

|  | Pholidota |
|  |           |
|  | Carnivora |
|  |           |

|  | Cetartiodactyla |
|  |                 |
|  | Perissodactyla  |
|  |                 |

|  | Pholidota |
|  |           |
|  | Carnivora |
|  |           |

|  | Cetartiodactyla |
|  |                 |
|  | Perissodactyla  |
|  |                 |

|  | Pholidota |
|  |           |
|  | Carnivora |
|  |           |

|  | Euarchonta |
|  |            |
|  | Glires     |
|  |            |

|  | Cetartiodactyla |
|  |                 |
|  | Perissodactyla  |
|  |                 |

|  | Pholidota |
|  |           |
|  | Carnivora |
|  |           |

|  | Cetartiodactyla |
|  |                 |
|  | Perissodactyla  |
|  |                 |

|  | Pholidota |
|  |           |
|  | Carnivora |
|  |           |

|  | Cetartiodactyla |
|  |                 |
|  | Perissodactyla  |
|  |                 |

|  | Pholidota |
|  |           |
|  | Carnivora |
|  |           |

|  | Cetartiodactyla |
|  |                 |
|  | Perissodactyla  |
|  |                 |

|  | Pholidota |
|  |           |
|  | Carnivora |
|  |           |

|  | Cetartiodactyla |
|  |                 |
|  | Perissodactyla  |
|  |                 |

|  | Pholidota |
|  |           |
|  | Carnivora |
|  |           |

|  | Cetartiodactyla |
|  |                 |
|  | Perissodactyla  |
|  |                 |

|  | Pholidota |
|  |           |
|  | Carnivora |
|  |           |

|  | Cetartiodactyla |
|  |                 |
|  | Perissodactyla  |
|  |                 |

|  | Pholidota |
|  |           |
|  | Carnivora |
|  |           |

|  | Cetartiodactyla |
|  |                 |
|  | Perissodactyla  |
|  |                 |

|  | Pholidota |
|  |           |
|  | Carnivora |
|  |           |

|  | Afrotheria |
|  |            |
|  | Xenarthra  |
|  |            |

|  | Euarchonta |
|  |            |
|  | Glires     |
|  |            |

|  | Cetartiodactyla |
|  |                 |
|  | Perissodactyla  |
|  |                 |

|  | Pholidota |
|  |           |
|  | Carnivora |
|  |           |

|  | Cetartiodactyla |
|  |                 |
|  | Perissodactyla  |
|  |                 |

|  | Pholidota |
|  |           |
|  | Carnivora |
|  |           |

|  | Cetartiodactyla |
|  |                 |
|  | Perissodactyla  |
|  |                 |

|  | Pholidota |
|  |           |
|  | Carnivora |
|  |           |

|  | Cetartiodactyla |
|  |                 |
|  | Perissodactyla  |
|  |                 |

|  | Pholidota |
|  |           |
|  | Carnivora |
|  |           |

|  | Cetartiodactyla |
|  |                 |
|  | Perissodactyla  |
|  |                 |

|  | Pholidota |
|  |           |
|  | Carnivora |
|  |           |

|  | Cetartiodactyla |
|  |                 |
|  | Perissodactyla  |
|  |                 |

|  | Pholidota |
|  |           |
|  | Carnivora |
|  |           |

|  | Cetartiodactyla |
|  |                 |
|  | Perissodactyla  |
|  |                 |

|  | Pholidota |
|  |           |
|  | Carnivora |
|  |           |

|  | Cetartiodactyla |
|  |                 |
|  | Perissodactyla  |
|  |                 |

|  | Pholidota |
|  |           |
|  | Carnivora |
|  |           |

|  | Euarchonta |
|  |            |
|  | Glires     |
|  |            |

|  | Cetartiodactyla |
|  |                 |
|  | Perissodactyla  |
|  |                 |

|  | Pholidota |
|  |           |
|  | Carnivora |
|  |           |

|  | Cetartiodactyla |
|  |                 |
|  | Perissodactyla  |
|  |                 |

|  | Pholidota |
|  |           |
|  | Carnivora |
|  |           |

|  | Cetartiodactyla |
|  |                 |
|  | Perissodactyla  |
|  |                 |

|  | Pholidota |
|  |           |
|  | Carnivora |
|  |           |

|  | Cetartiodactyla |
|  |                 |
|  | Perissodactyla  |
|  |                 |

|  | Pholidota |
|  |           |
|  | Carnivora |
|  |           |

|  | Cetartiodactyla |
|  |                 |
|  | Perissodactyla  |
|  |                 |

|  | Pholidota |
|  |           |
|  | Carnivora |
|  |           |

|  | Cetartiodactyla |
|  |                 |
|  | Perissodactyla  |
|  |                 |

|  | Pholidota |
|  |           |
|  | Carnivora |
|  |           |

|  | Cetartiodactyla |
|  |                 |
|  | Perissodactyla  |
|  |                 |

|  | Pholidota |
|  |           |
|  | Carnivora |
|  |           |

|  | Cetartiodactyla |
|  |                 |
|  | Perissodactyla  |
|  |                 |

|  | Pholidota |
|  |           |
|  | Carnivora |
|  |           |

|  | Afrotheria |
|  |            |
|  | Xenarthra  |
|  |            |

|  | Euarchonta |
|  |            |
|  | Glires     |
|  |            |

|  | Cetartiodactyla |
|  |                 |
|  | Perissodactyla  |
|  |                 |

|  | Pholidota |
|  |           |
|  | Carnivora |
|  |           |

|  | Cetartiodactyla |
|  |                 |
|  | Perissodactyla  |
|  |                 |

|  | Pholidota |
|  |           |
|  | Carnivora |
|  |           |

|  | Cetartiodactyla |
|  |                 |
|  | Perissodactyla  |
|  |                 |

|  | Pholidota |
|  |           |
|  | Carnivora |
|  |           |

|  | Cetartiodactyla |
|  |                 |
|  | Perissodactyla  |
|  |                 |

|  | Pholidota |
|  |           |
|  | Carnivora |
|  |           |

|  | Cetartiodactyla |
|  |                 |
|  | Perissodactyla  |
|  |                 |

|  | Pholidota |
|  |           |
|  | Carnivora |
|  |           |

|  | Cetartiodactyla |
|  |                 |
|  | Perissodactyla  |
|  |                 |

|  | Pholidota |
|  |           |
|  | Carnivora |
|  |           |

|  | Cetartiodactyla |
|  |                 |
|  | Perissodactyla  |
|  |                 |

|  | Pholidota |
|  |           |
|  | Carnivora |
|  |           |

|  | Cetartiodactyla |
|  |                 |
|  | Perissodactyla  |
|  |                 |

|  | Pholidota |
|  |           |
|  | Carnivora |
|  |           |

|  | Euarchonta |
|  |            |
|  | Glires     |
|  |            |

|  | Cetartiodactyla |
|  |                 |
|  | Perissodactyla  |
|  |                 |

|  | Pholidota |
|  |           |
|  | Carnivora |
|  |           |

|  | Cetartiodactyla |
|  |                 |
|  | Perissodactyla  |
|  |                 |

|  | Pholidota |
|  |           |
|  | Carnivora |
|  |           |

|  | Cetartiodactyla |
|  |                 |
|  | Perissodactyla  |
|  |                 |

|  | Pholidota |
|  |           |
|  | Carnivora |
|  |           |

|  | Cetartiodactyla |
|  |                 |
|  | Perissodactyla  |
|  |                 |

|  | Pholidota |
|  |           |
|  | Carnivora |
|  |           |

|  | Cetartiodactyla |
|  |                 |
|  | Perissodactyla  |
|  |                 |

|  | Pholidota |
|  |           |
|  | Carnivora |
|  |           |

|  | Cetartiodactyla |
|  |                 |
|  | Perissodactyla  |
|  |                 |

|  | Pholidota |
|  |           |
|  | Carnivora |
|  |           |

|  | Cetartiodactyla |
|  |                 |
|  | Perissodactyla  |
|  |                 |

|  | Pholidota |
|  |           |
|  | Carnivora |
|  |           |

|  | Cetartiodactyla |
|  |                 |
|  | Perissodactyla  |
|  |                 |

|  | Pholidota |
|  |           |
|  | Carnivora |
|  |           |

|  | Afrotheria |
|  |            |
|  | Xenarthra  |
|  |            |

|  | Euarchonta |
|  |            |
|  | Glires     |
|  |            |

|  | Cetartiodactyla |
|  |                 |
|  | Perissodactyla  |
|  |                 |

|  | Pholidota |
|  |           |
|  | Carnivora |
|  |           |

|  | Cetartiodactyla |
|  |                 |
|  | Perissodactyla  |
|  |                 |

|  | Pholidota |
|  |           |
|  | Carnivora |
|  |           |

|  | Cetartiodactyla |
|  |                 |
|  | Perissodactyla  |
|  |                 |

|  | Pholidota |
|  |           |
|  | Carnivora |
|  |           |

|  | Cetartiodactyla |
|  |                 |
|  | Perissodactyla  |
|  |                 |

|  | Pholidota |
|  |           |
|  | Carnivora |
|  |           |

|  | Cetartiodactyla |
|  |                 |
|  | Perissodactyla  |
|  |                 |

|  | Pholidota |
|  |           |
|  | Carnivora |
|  |           |

|  | Cetartiodactyla |
|  |                 |
|  | Perissodactyla  |
|  |                 |

|  | Pholidota |
|  |           |
|  | Carnivora |
|  |           |

|  | Cetartiodactyla |
|  |                 |
|  | Perissodactyla  |
|  |                 |

|  | Pholidota |
|  |           |
|  | Carnivora |
|  |           |

|  | Cetartiodactyla |
|  |                 |
|  | Perissodactyla  |
|  |                 |

|  | Pholidota |
|  |           |
|  | Carnivora |
|  |           |

|  | Euarchonta |
|  |            |
|  | Glires     |
|  |            |

|  | Cetartiodactyla |
|  |                 |
|  | Perissodactyla  |
|  |                 |

|  | Pholidota |
|  |           |
|  | Carnivora |
|  |           |

|  | Cetartiodactyla |
|  |                 |
|  | Perissodactyla  |
|  |                 |

|  | Pholidota |
|  |           |
|  | Carnivora |
|  |           |

|  | Cetartiodactyla |
|  |                 |
|  | Perissodactyla  |
|  |                 |

|  | Pholidota |
|  |           |
|  | Carnivora |
|  |           |

|  | Cetartiodactyla |
|  |                 |
|  | Perissodactyla  |
|  |                 |

|  | Pholidota |
|  |           |
|  | Carnivora |
|  |           |

|  | Cetartiodactyla |
|  |                 |
|  | Perissodactyla  |
|  |                 |

|  | Pholidota |
|  |           |
|  | Carnivora |
|  |           |

|  | Cetartiodactyla |
|  |                 |
|  | Perissodactyla  |
|  |                 |

|  | Pholidota |
|  |           |
|  | Carnivora |
|  |           |

|  | Cetartiodactyla |
|  |                 |
|  | Perissodactyla  |
|  |                 |

|  | Pholidota |
|  |           |
|  | Carnivora |
|  |           |

|  | Cetartiodactyla |
|  |                 |
|  | Perissodactyla  |
|  |                 |

|  | Pholidota |
|  |           |
|  | Carnivora |
|  |           |

|  | Afrotheria |
|  |            |
|  | Xenarthra  |
|  |            |

|  | Euarchonta |
|  |            |
|  | Glires     |
|  |            |

|  | Cetartiodactyla |
|  |                 |
|  | Perissodactyla  |
|  |                 |

|  | Pholidota |
|  |           |
|  | Carnivora |
|  |           |

|  | Cetartiodactyla |
|  |                 |
|  | Perissodactyla  |
|  |                 |

|  | Pholidota |
|  |           |
|  | Carnivora |
|  |           |

|  | Cetartiodactyla |
|  |                 |
|  | Perissodactyla  |
|  |                 |

|  | Pholidota |
|  |           |
|  | Carnivora |
|  |           |

|  | Cetartiodactyla |
|  |                 |
|  | Perissodactyla  |
|  |                 |

|  | Pholidota |
|  |           |
|  | Carnivora |
|  |           |

|  | Cetartiodactyla |
|  |                 |
|  | Perissodactyla  |
|  |                 |

|  | Pholidota |
|  |           |
|  | Carnivora |
|  |           |

|  | Cetartiodactyla |
|  |                 |
|  | Perissodactyla  |
|  |                 |

|  | Pholidota |
|  |           |
|  | Carnivora |
|  |           |

|  | Cetartiodactyla |
|  |                 |
|  | Perissodactyla  |
|  |                 |

|  | Pholidota |
|  |           |
|  | Carnivora |
|  |           |

|  | Cetartiodactyla |
|  |                 |
|  | Perissodactyla  |
|  |                 |

|  | Pholidota |
|  |           |
|  | Carnivora |
|  |           |

|  | Euarchonta |
|  |            |
|  | Glires     |
|  |            |

|  | Cetartiodactyla |
|  |                 |
|  | Perissodactyla  |
|  |                 |

|  | Pholidota |
|  |           |
|  | Carnivora |
|  |           |

|  | Cetartiodactyla |
|  |                 |
|  | Perissodactyla  |
|  |                 |

|  | Pholidota |
|  |           |
|  | Carnivora |
|  |           |

|  | Cetartiodactyla |
|  |                 |
|  | Perissodactyla  |
|  |                 |

|  | Pholidota |
|  |           |
|  | Carnivora |
|  |           |

|  | Cetartiodactyla |
|  |                 |
|  | Perissodactyla  |
|  |                 |

|  | Pholidota |
|  |           |
|  | Carnivora |
|  |           |

|  | Cetartiodactyla |
|  |                 |
|  | Perissodactyla  |
|  |                 |

|  | Pholidota |
|  |           |
|  | Carnivora |
|  |           |

|  | Cetartiodactyla |
|  |                 |
|  | Perissodactyla  |
|  |                 |

|  | Pholidota |
|  |           |
|  | Carnivora |
|  |           |

|  | Cetartiodactyla |
|  |                 |
|  | Perissodactyla  |
|  |                 |

|  | Pholidota |
|  |           |
|  | Carnivora |
|  |           |

|  | Cetartiodactyla |
|  |                 |
|  | Perissodactyla  |
|  |                 |

|  | Pholidota |
|  |           |
|  | Carnivora |
|  |           |

|  | Afrotheria |
|  |            |
|  | Xenarthra  |
|  |            |

|  | Euarchonta |
|  |            |
|  | Glires     |
|  |            |

|  | Cetartiodactyla |
|  |                 |
|  | Perissodactyla  |
|  |                 |

|  | Pholidota |
|  |           |
|  | Carnivora |
|  |           |

|  | Cetartiodactyla |
|  |                 |
|  | Perissodactyla  |
|  |                 |

|  | Pholidota |
|  |           |
|  | Carnivora |
|  |           |

|  | Cetartiodactyla |
|  |                 |
|  | Perissodactyla  |
|  |                 |

|  | Pholidota |
|  |           |
|  | Carnivora |
|  |           |

|  | Cetartiodactyla |
|  |                 |
|  | Perissodactyla  |
|  |                 |

|  | Pholidota |
|  |           |
|  | Carnivora |
|  |           |

|  | Cetartiodactyla |
|  |                 |
|  | Perissodactyla  |
|  |                 |

|  | Pholidota |
|  |           |
|  | Carnivora |
|  |           |

|  | Cetartiodactyla |
|  |                 |
|  | Perissodactyla  |
|  |                 |

|  | Pholidota |
|  |           |
|  | Carnivora |
|  |           |

|  | Cetartiodactyla |
|  |                 |
|  | Perissodactyla  |
|  |                 |

|  | Pholidota |
|  |           |
|  | Carnivora |
|  |           |

|  | Cetartiodactyla |
|  |                 |
|  | Perissodactyla  |
|  |                 |

|  | Pholidota |
|  |           |
|  | Carnivora |
|  |           |

|  | Euarchonta |
|  |            |
|  | Glires     |
|  |            |

|  | Cetartiodactyla |
|  |                 |
|  | Perissodactyla  |
|  |                 |

|  | Pholidota |
|  |           |
|  | Carnivora |
|  |           |

|  | Cetartiodactyla |
|  |                 |
|  | Perissodactyla  |
|  |                 |

|  | Pholidota |
|  |           |
|  | Carnivora |
|  |           |

|  | Cetartiodactyla |
|  |                 |
|  | Perissodactyla  |
|  |                 |

|  | Pholidota |
|  |           |
|  | Carnivora |
|  |           |

|  | Cetartiodactyla |
|  |                 |
|  | Perissodactyla  |
|  |                 |

|  | Pholidota |
|  |           |
|  | Carnivora |
|  |           |

|  | Cetartiodactyla |
|  |                 |
|  | Perissodactyla  |
|  |                 |

|  | Pholidota |
|  |           |
|  | Carnivora |
|  |           |

|  | Cetartiodactyla |
|  |                 |
|  | Perissodactyla  |
|  |                 |

|  | Pholidota |
|  |           |
|  | Carnivora |
|  |           |

|  | Cetartiodactyla |
|  |                 |
|  | Perissodactyla  |
|  |                 |

|  | Pholidota |
|  |           |
|  | Carnivora |
|  |           |

|  | Cetartiodactyla |
|  |                 |
|  | Perissodactyla  |
|  |                 |

|  | Pholidota |
|  |           |
|  | Carnivora |
|  |           |

|  | Afrotheria |
|  |            |
|  | Xenarthra  |
|  |            |

|  | Euarchonta |
|  |            |
|  | Glires     |
|  |            |

|  | Cetartiodactyla |
|  |                 |
|  | Perissodactyla  |
|  |                 |

|  | Pholidota |
|  |           |
|  | Carnivora |
|  |           |

|  | Cetartiodactyla |
|  |                 |
|  | Perissodactyla  |
|  |                 |

|  | Pholidota |
|  |           |
|  | Carnivora |
|  |           |

|  | Cetartiodactyla |
|  |                 |
|  | Perissodactyla  |
|  |                 |

|  | Pholidota |
|  |           |
|  | Carnivora |
|  |           |

|  | Cetartiodactyla |
|  |                 |
|  | Perissodactyla  |
|  |                 |

|  | Pholidota |
|  |           |
|  | Carnivora |
|  |           |

|  | Cetartiodactyla |
|  |                 |
|  | Perissodactyla  |
|  |                 |

|  | Pholidota |
|  |           |
|  | Carnivora |
|  |           |

|  | Cetartiodactyla |
|  |                 |
|  | Perissodactyla  |
|  |                 |

|  | Pholidota |
|  |           |
|  | Carnivora |
|  |           |

|  | Cetartiodactyla |
|  |                 |
|  | Perissodactyla  |
|  |                 |

|  | Pholidota |
|  |           |
|  | Carnivora |
|  |           |

|  | Cetartiodactyla |
|  |                 |
|  | Perissodactyla  |
|  |                 |

|  | Pholidota |
|  |           |
|  | Carnivora |
|  |           |

|  | Euarchonta |
|  |            |
|  | Glires     |
|  |            |

|  | Cetartiodactyla |
|  |                 |
|  | Perissodactyla  |
|  |                 |

|  | Pholidota |
|  |           |
|  | Carnivora |
|  |           |

|  | Cetartiodactyla |
|  |                 |
|  | Perissodactyla  |
|  |                 |

|  | Pholidota |
|  |           |
|  | Carnivora |
|  |           |

|  | Cetartiodactyla |
|  |                 |
|  | Perissodactyla  |
|  |                 |

|  | Pholidota |
|  |           |
|  | Carnivora |
|  |           |

|  | Cetartiodactyla |
|  |                 |
|  | Perissodactyla  |
|  |                 |

|  | Pholidota |
|  |           |
|  | Carnivora |
|  |           |

|  | Cetartiodactyla |
|  |                 |
|  | Perissodactyla  |
|  |                 |

|  | Pholidota |
|  |           |
|  | Carnivora |
|  |           |

|  | Cetartiodactyla |
|  |                 |
|  | Perissodactyla  |
|  |                 |

|  | Pholidota |
|  |           |
|  | Carnivora |
|  |           |

|  | Cetartiodactyla |
|  |                 |
|  | Perissodactyla  |
|  |                 |

|  | Pholidota |
|  |           |
|  | Carnivora |
|  |           |

|  | Cetartiodactyla |
|  |                 |
|  | Perissodactyla  |
|  |                 |

|  | Pholidota |
|  |           |
|  | Carnivora |
|  |           |

|  | Afrotheria |
|  |            |
|  | Xenarthra  |
|  |            |

|  | Euarchonta |
|  |            |
|  | Glires     |
|  |            |

|  | Cetartiodactyla |
|  |                 |
|  | Perissodactyla  |
|  |                 |

|  | Pholidota |
|  |           |
|  | Carnivora |
|  |           |

|  | Cetartiodactyla |
|  |                 |
|  | Perissodactyla  |
|  |                 |

|  | Pholidota |
|  |           |
|  | Carnivora |
|  |           |

|  | Cetartiodactyla |
|  |                 |
|  | Perissodactyla  |
|  |                 |

|  | Pholidota |
|  |           |
|  | Carnivora |
|  |           |

|  | Cetartiodactyla |
|  |                 |
|  | Perissodactyla  |
|  |                 |

|  | Pholidota |
|  |           |
|  | Carnivora |
|  |           |

|  | Cetartiodactyla |
|  |                 |
|  | Perissodactyla  |
|  |                 |

|  | Pholidota |
|  |           |
|  | Carnivora |
|  |           |

|  | Cetartiodactyla |
|  |                 |
|  | Perissodactyla  |
|  |                 |

|  | Pholidota |
|  |           |
|  | Carnivora |
|  |           |

|  | Cetartiodactyla |
|  |                 |
|  | Perissodactyla  |
|  |                 |

|  | Pholidota |
|  |           |
|  | Carnivora |
|  |           |

|  | Cetartiodactyla |
|  |                 |
|  | Perissodactyla  |
|  |                 |

|  | Pholidota |
|  |           |
|  | Carnivora |
|  |           |

|  | Euarchonta |
|  |            |
|  | Glires     |
|  |            |

|  | Cetartiodactyla |
|  |                 |
|  | Perissodactyla  |
|  |                 |

|  | Pholidota |
|  |           |
|  | Carnivora |
|  |           |

|  | Cetartiodactyla |
|  |                 |
|  | Perissodactyla  |
|  |                 |

|  | Pholidota |
|  |           |
|  | Carnivora |
|  |           |

|  | Cetartiodactyla |
|  |                 |
|  | Perissodactyla  |
|  |                 |

|  | Pholidota |
|  |           |
|  | Carnivora |
|  |           |

|  | Cetartiodactyla |
|  |                 |
|  | Perissodactyla  |
|  |                 |

|  | Pholidota |
|  |           |
|  | Carnivora |
|  |           |

|  | Cetartiodactyla |
|  |                 |
|  | Perissodactyla  |
|  |                 |

|  | Pholidota |
|  |           |
|  | Carnivora |
|  |           |

|  | Cetartiodactyla |
|  |                 |
|  | Perissodactyla  |
|  |                 |

|  | Pholidota |
|  |           |
|  | Carnivora |
|  |           |

|  | Cetartiodactyla |
|  |                 |
|  | Perissodactyla  |
|  |                 |

|  | Pholidota |
|  |           |
|  | Carnivora |
|  |           |

|  | Cetartiodactyla |
|  |                 |
|  | Perissodactyla  |
|  |                 |

|  | Pholidota |
|  |           |
|  | Carnivora |
|  |           |

## Morfologie externă
Marea majoritate a mamiferelor au corpul acoperit de păr/blană, (în afară de cetacee, care însă pot avea urme de pilozitate).
Blana mamiferelor are mai multe funcții vitale. Împiedică răspândirea căldurii corpului în mediul înconjurător. Mamiferele, având o temperatură internă de 36 - 39° Celsius, adică o temperatură mai mare decât cea a mediului extern, cedează căldură, în special în sezonul rece, când temperatura mediului extern devine mult mai mică decât cea a corpului. Când însă în mediul exterior temperatura devine aproape la fel de mare ca cea a corpului, la unele mamifere se manifestă fenomenul invers, de năpârlire, atunci când cade părul, ca cedarea temperaturii să se accelereze; oferă protecție mamiferului contra unor factori externi, precum radiațiile solare, suprafețe dure, plante sau animale ce pot afecta tegumentul mamiferului; părul/blana poate asigura o adaptare mai bună a mamiferului la condițiile externe.

## Anatomie internă
Structura internă la toate mamiferele este cam aceeași. Cavitatea toracică este la fel, conținând inima și plămânii, iar cea abdominală conține stomacul, intestinele, ficatul, rinichii, splina etc.

### Tegumentul

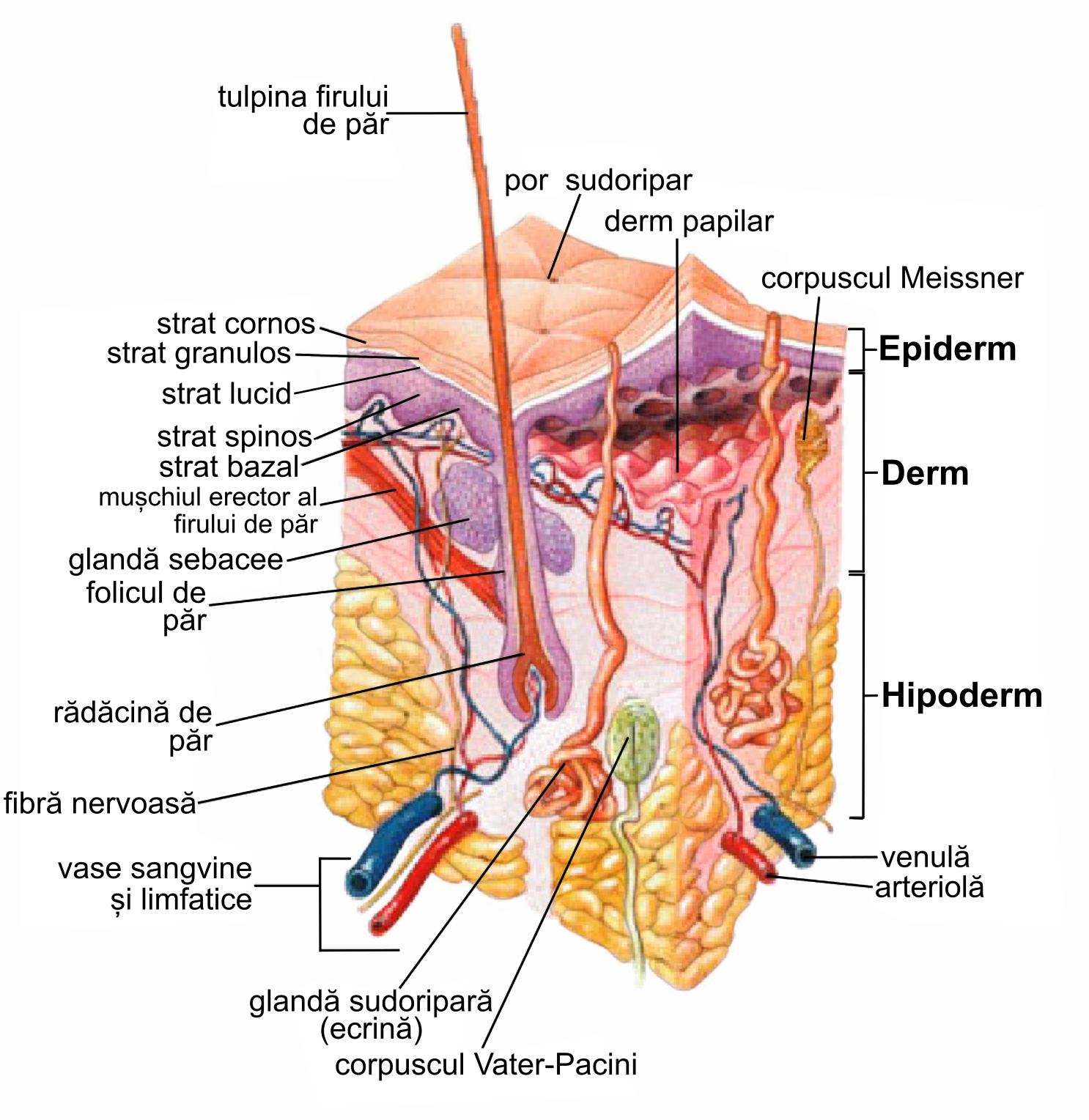
Secțiune prin tegument

Tegumentul mamiferelor (pielea), este un strat exterior protector, care este de cele mai multe ori acoperit de pilozitate, (cazuri excepționale sunt cetaceele, care din cauza mediului marin și-au pierdut pilozitatea). Are o structură complexă, constituită din epidermă, dermă și țesutul subcutanat (hipoderma).  

#### Glande tegumentare
Spre deosibire de celelalte vertebrate terestre (sauropside), pielea mamiferelor se caracterizează prin abundența glandelor tegumentare, care se formează din epidermă. Glandele tegumentare se formează prin extinderea în dermă a celulelor stratului bazal. Structura și funcția acestor glande este diversă: tubuloase (glandele sudoripare) sau acinoase (glandele sebacee, glandele mamare). Prezența sau lipsa acestor categorii de glande diferă în fiecare grup taxonomic, prezentând adaptări la modul de viață al animalelor. Glande mamare sunt prezente la absolut toate mamiferele, inclusiv la ambele sexe.

##### Glande sudoripare
Glandele sudoripare sunt tubulare care se dezvoltă în profunzime în dermă. Partea secretoare are formă de ghem de la care pleacă un canal ce se deschide la suprafață pielii sau în bursa părului, printr-un por excretor. Lichidul secretat de aceste glande este compus în principal din apă, în care sunt dizolvate săruri, lipide, proteine, pigmenți, ureea. Glandele sudoripare servesc la termoreglare, răcirea corpului pe calea evaporării apei eliminate la suprafața corpului, și de excreție, prin eliminarea unor metaboliți. 
Deși glandele sudoripare se întâlnesc la majoritatea mamiferelor, totuși, nivelul dezvoltării lor este foarte diferit. Aceste glande sunt absente la cârtițe, iepuri, pangolini, elefanți și la alte mamifere, în special marine. Distribuția lor poate fi generalizată pe tot corpul, sau pot fi concentrate în anumite regiuni. La majoritatea rozătoarelor glandele sudoripare se află numai în talpa picioarelor, pernuțele degetelor, în regiunea bazinului și pe buze. La lilieci, aceste glande se întâlnesc pe față, la unii chițcani – pe partea ventrală a corpului. Glandele sudoripare sunt numeroase în pielea copitatelor.
Există două tipuri de glande sudoripare: 
- Glande sudoripare apocrine - secretă un lichid vâscos, îmbogățit cu proteine și lipide, inodore la început, dar prin activitatea bacteriană obține un miros specific cu rol semnalizator. La om, răspândirea glandele apocrine este limitate la canalele auditive, pleoape, areole mamare, axile și zona genito-anală. Sunt singurele glande implicate în termoreglare la ungulate (cămile, cai, vite) și marsupiale, secreția glandelor apocrine este apoasă participând la termoreglare.
- Glande sudoripare ecrine - secretă un lichid alcătuit din apă și săruri. Sunt cele mai numeroase glande sudoripare la om, responsabile de răcire, în timp ce la majoritatea mamiferelor ele sunt apocrine.

##### Glande sebacee

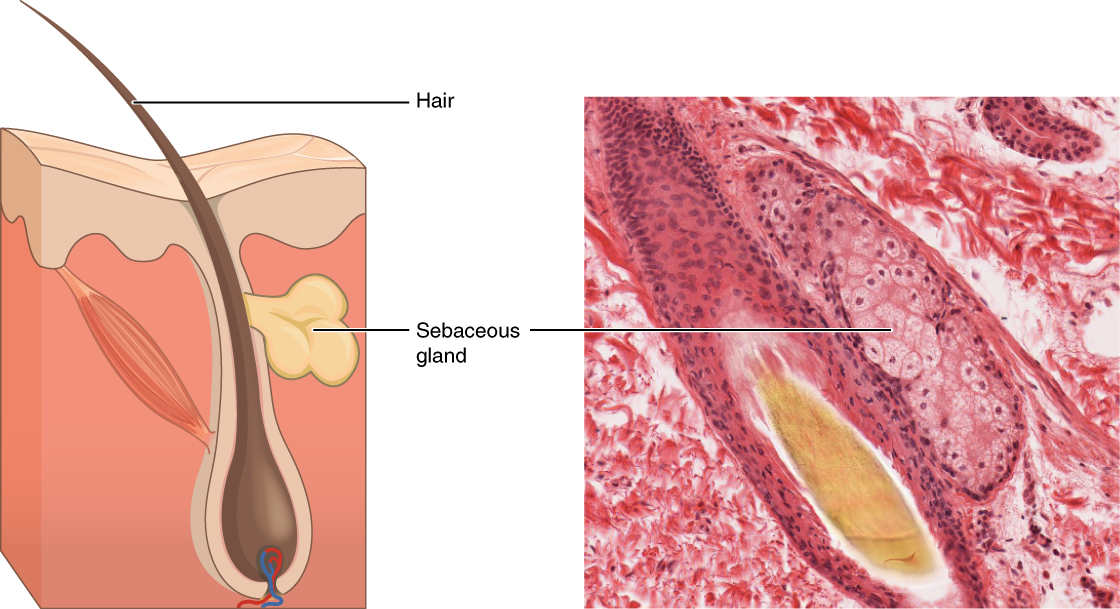
Glandă sebacee: desen (stânga), vedere la microscop (dreapta)

Glandele sebacee sunt glande acinoase compuse, asemănând-se cu niște ciorchine, asociate de obicei cu foliculii piloși. Ele se deschid, de regulă, în pâlnia bursei piloase. Secreția lor grasă, numită sebumul, eliminată în folicul lubrifiază păr și pielea din jur, protejându-le de uzare și asigurându-le impermeabilitate.
Sunt bine dezvoltate la mamiferele semiacvatice și prezintă variabilitate sporită în cadrul formelor terestre. Lipsesc la unele mamifere marine, precum cetaceele. 

##### Glande odorante
Glandele odorante reprezintă glande sudoripare sau sebacee modificate, iar uneori ele sunt o combinare a două grupe de glande. Substanțele odorante au o importanță deosebită în comportamentul mamiferelor, care pot servi la marcarea teritoriului, la atragerea partenerilor de sex opus sau în scop defensiv. Părinții marchează cu secretul glandei odorante puii în cuib și locul de aflare a puilor. Anume datorită semnalizării chimice șoarecii, focile, samurii, vulpile, jderii, cerbii și alte mamifere își găsesc puii. Printre glande odorante de inclus și:
- Glandele anale, ce se întâlnesc la reprezentanții familiei mustelide, fiind foarte dezvoltate la sconcși. Secretul glandelor sconcșilor are un miros foarte pătrunzător, cu rol defensiv, care poate provoca iritație și chiar orbire temporară.
- Glandele de moce se întâlnesc la cerbul-pitic-moscat, castor, desman, bizam – rolul acestor glande nu se cunoaște cu exactitate, dar, luând în considerație faptul că ele sunt active, în deosebi, în perioada de împerechere se presupune că emanațiile lor stimulează excitarea sexuală.

Secrețiile glandulare care determină o anumită reacție din partea indivizilor conspecifici de sex opus poartă numele de feromoni.
Secreția glandelor tegumentare, alături de alte eliminări odorante (urina, excrementele, excreții genitale), formează baza mecanismului de semnalizare chimică a mamiferelor. Deoarece mamiferele au apărut în perioada dominației reptilelor, ele erau nevoite să ducă un mod de viață crepuscular sau nocturn. Astfel simțul olfactiv și semnalizarea chimică sunt hotărâtoare, în orientare și interacțiunea dintre mamifere. 

##### Glande mamare

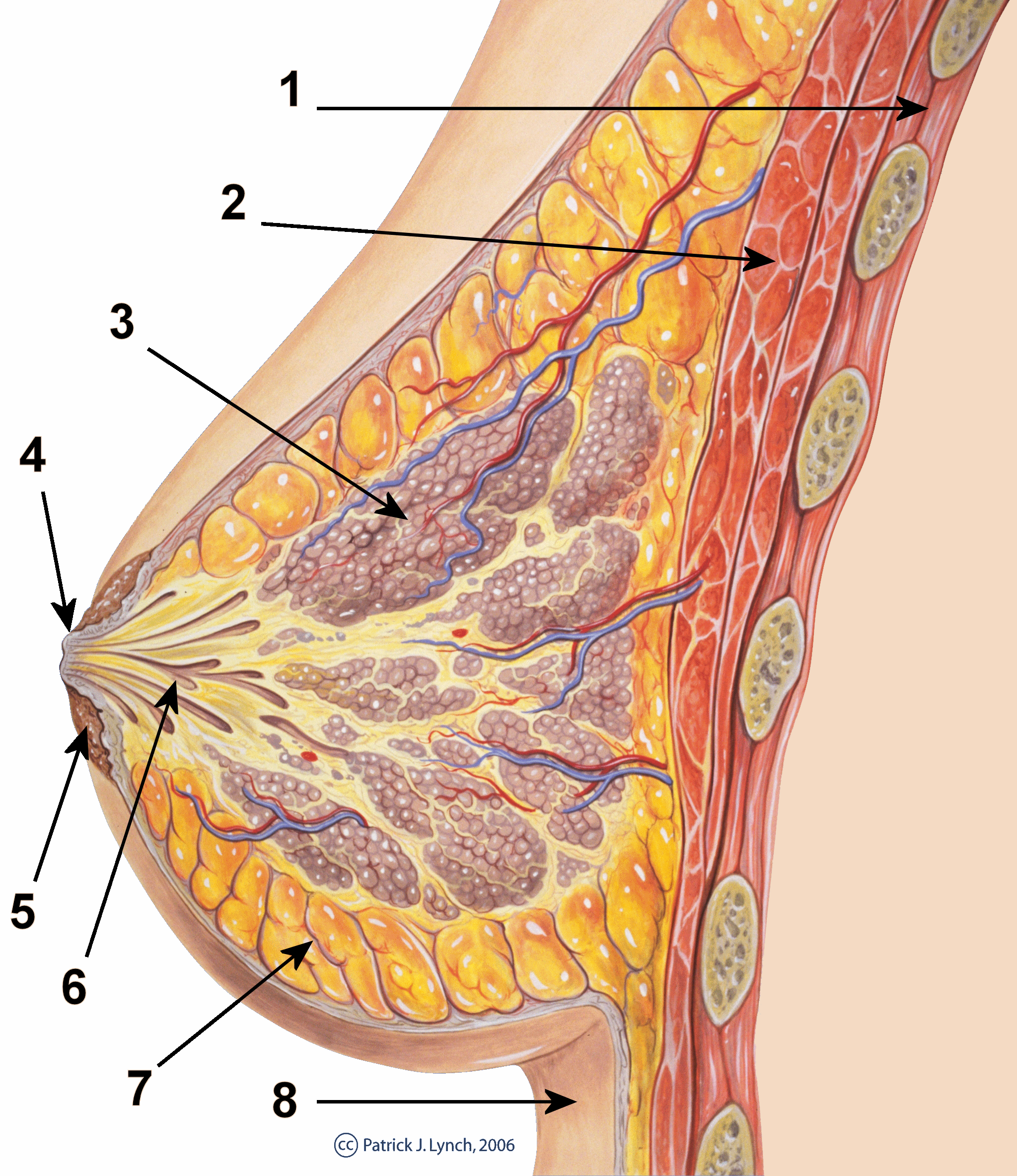
Secțiune prin mamelă (Primates: H. sapiens)
1 - perete toracic; 2 - mușchi pectoral; 3 - lob mamar; 4 - mamelon; 5 - areolă mamară; 6 - canal galactofor; 7 - țesut adipos; 8 - tegument

Glandele mamare reprezintă glande tubulare simple tubulo-alveolare compuse, specializate pentru secreția de lapte, cu rol în hrănirea puilor. Prezența glandelor mamare este una dintre trăsăturile fundamentale ale mamiferelor. La mamiferele placentare glandele mamare se asociază în organe numite mamele, sâni sau uger. 
Cele mai simple se întâlnesc la monotremele australiene, ale căror glande mamare au structură tubulară. Fiecare glandă se deschide individual la suprafața pielii. Glande mamare sunt distribuite pe un anumit sector mic în regiunea abdominală, care poartă denumirea de câmp lactic. La ornitorinc glandele mamare sunt în număr de 150-200 și se deschid la baza unui fir de păr. La echidnă câmpul glandular se află pe laturile unei cută tegumentară abdominale, similar unui marsupiu. La monotreme mamelonul lipsește fiecare glandă deschizând-se separat.
La marsupiale glandele au o structură asemănătoare cu ciorchinele, acestea fiind de tip tubulo-alveolar. Mameloanele sunt înzestrate cu sfinctere musculare și sunt amplasate în bursa pieloasă, numită marsupiu. Mamelele sunt dispuse pe peretele abdominal al marsupiului în 2 sau 4 rânduri. Fiecare mamelă conține un număr variabil de glande mamare și fiecare glandă secretă laptele printr-un duct excretor care se deschid în vârful mamelonului.
Asemenea marsupialelor, la mamiferele placentare glandele mamare sunt de tip tubulo-alveolar compus, de forma ciorchinelor. Ele sunt formate din numeroase alveole secretoare reunite în lobuli și lobi galactofori. Lobii se unesc într-un canal galactofor care comunică direct cu exteriorul, sau într-o cameră comună numită cisternă, deschisă prin mamelon la exterior. Mamelele pot fi alcătuite dintr-o singură glandă mamară sau mai multe. Fiecare glandă mamară își păstrează individualitatea în cadrul acestui complex. Numărul canalelor corespunde numărului de glande din interiorul mamelei. Mamelele cu o singură glandă sunt prezente la muride și ruminante, cele cu mai multe glande - la majoritatea placentarelor.
Glandele mamare au o poziție diferită de-a lungul liniei lactice și se extind de la regiunea pectorală până la regiunea inghinală. Localizarea mamelelor este în concordanță cu obiceiurile animalelor pentru a permite alăptarea puilor, cât mai eficient. Astfel, la maimuțe și la lilieci, puii cărora atârnă de corpul mamei, se întâlnește doar o pereche de glande situate pectorală. La ungulate care aleargă repede, glandele mamare sunt situate posterior, în regiunea inghinală. La insectivore și la răpitoare mamelele se extind două rânduri de-a lungul abdomenului. 
Mameloanele placentarelor au diverse forme: conice, emisferice, cilindrice. Numărul lor se află în dependență directă de fertilitatea speciei. La speciile care, de regulă, nasc un singur pui (oi, capre, lilieci, cai, balene, elefanți) sunt prezente 2 mameloane. Mamiferele care nasc mai mulți pui posedă mai multe mameloane. Cel mai mare număr de mameloane (10-24) este caracteristic rozătoarelor mici, mamiferelor insectivore și unor marsupiale. 
Laptele conține peste o sută de componenți: apă, proteine, glucide, grăsimi, substanțe minerale, vitamine, fermenți, hormoni, corpi imuni etc. Secreția laptelui este reglată de un hormon al lobului anterior epifizar – prolactina și are loc în perioada de alăptare după naștere. După terminarea perioadei de alăptare, alveole terminale se resorb, iar glanda revine la structura simplă. 
La masculii mamiferelor glandele mamare rămân rudimentare, mamelonul este mic și înconjurat de o zonă pigmentară.
Originea glandele mamare este legată de evoluția glandele sudoripare, deoarece și ele au un strat extern de celule mioepiteliale. Deși după morfologie, se aseamănă cu glandele sebacee, având formă de ciorchine, totuși cele mai primitive mamifere - monotremele au glande mamare de tip tubular.

### Scheletul
Toate mamiferele au un endoschelet dur. Au o cutie craniană dezvoltată. Dantura este mai puternică și dinții sunt diferențiați în canini, molari și incisivi.
Regiunea cervicală a coloanei vertebrale este la toate mamiferele alcătuită din 7 vertebre. Coloana vertebrală este mai mobilă decât la celelalte viețuitoare. Cu regiunea toracală a coloanei vertebrale (12-15 vertebre) sunt unite coastele, alcătuind împreună cutia toracică.
Fiind animale terestre, mamiferele dispun de patru membre bine dezvoltate, având fiecare câte cinci degete. La unele specii membrele au suferit pe parcursul evoluției un șir de modificări esențiale care le-au permis să se deplaseze cu ușurință în cele mai diverse medii de viață-subteran, terestru, aerian și acvatic.

### Musculatura
Mamiferele au o musculatură bine dezvoltată. Mușchii sunt foarte dezvoltați, în special mușchii membrelor fiind dezvoltați. Mușchii scheletici ai vertebratelor participă la termoreglare, la comunicare și la locomoție. Ei se leagă de oase prin tendoane și sunt acționați voluntar de către creier.

### Sistemul nervos
Sistemul nervos îndeplinește mai multe funcții și anume: asigură integrarea sistemelor de organe în cadrul organismului, asigură integrarea organismului în mediu. Aceste funcții se realizează prin primirea, prelucrarea, elaborarea și transmiterea de mesaje, mesaje care au ca scop păstrarea integrității organismului și integrarea sa în mediu său de viață.
Sistemul nervos al organismelor ce se încadrează în clasa Mammalia (mamifere) are același plan de organizare cu al organismelor încadrate în clasele: Cyclostomata (ciclostomi), Pisces (pești), Amphibia (amfibieni), Reptilia (reptile), Aves (păsări) și poate fi reprezentat schematic ca în tabelul de mai jos.
La majoritatea speciilor, creierul are multe circumvoluții cerebrale. Cu cât mai multe circumvoluții, cu atât este mai complex comportamentul. Astfel, iepurele are o suprafață aproape netedă, fără prea multe circumvoluții, iar pisica, câinele și maimuța, fiind mai dezvoltate, au creierul „brăzdat” de cute.

### Organele de simț
Organele de simț ale mamiferelor sunt:
- ochii, pentru vederea și localizarea spațială
- urechile, pentru receptarea semnalelor sonore
- nasul, pentru perceperea diferitelor mirosuri
- limba, pentru perceperea gusturilor
- pielea, pentru pipăit

### Aparatul digestiv
Aparatul digestiv, la mamifere, este adesea specializat pe tipul de hrană consumat de animal (vegetal sau animal) și procesează treptat mâncarea în următorii pași:
În gură, hrana este mestecată de dinți, umezită și amestecată, până când ajunge destul de omogenă pentru a putea fi înghițită și a ajunge în stomac după ce parcurge esofagul. În stomac, mâncarea este dizolvată până la cele mai simple substanțe, prin intermediul acidului gastric. Din stomac, mâncarea trece în intestinul subțire, unde sunt amestecate cu lichidul biliar și unde sunt extrase substanțele nutritive și transferate în sânge. Resturile nedigerate, împreună cu celule moarte și ajung în intestinul gros, înainte de a fi eliminate prin anus.
Unele mamifere erbivore, ca iepurele, alimentele trec și prin cecum, unde vegetalele sunt digerate de către niște bacterii, înainte de a ajunge în colon.

### Aparatul respirator
Este format din căi respiratorii și plămâni. Aerul pătrunde prin cele 2 nări ale nasului, apoi trece prin faringe, laringe, trahee, bronhii și ajunge în plămâni, unde se efectuează schimbul de gaze la nivelul vaselor de sânge.

### Aparatul circulator
Sistemul circulator este diferit de cel al păsărilor. Acesta constă dintr-un miocard și o rețea densă de vase sanguine, care transportă sângele. Inima are 4 camere, cei 2 atrii, cel drept care primește sângele dezoxigenat de la vena cava, și cel stâng care primește sângele oxigenat de la plămâni prin vena pulmonară, și cei 2 ventriculi, cel drept pompează sângele dezoxigenat spre plămâni, și cel stâng pompează sângele oxigenat spre artere. Pereții groși ai miocardului asigură circulația rapidă a sângelui, care duce mai repede oxigenul către țesuturi.

### Aparatul excretor

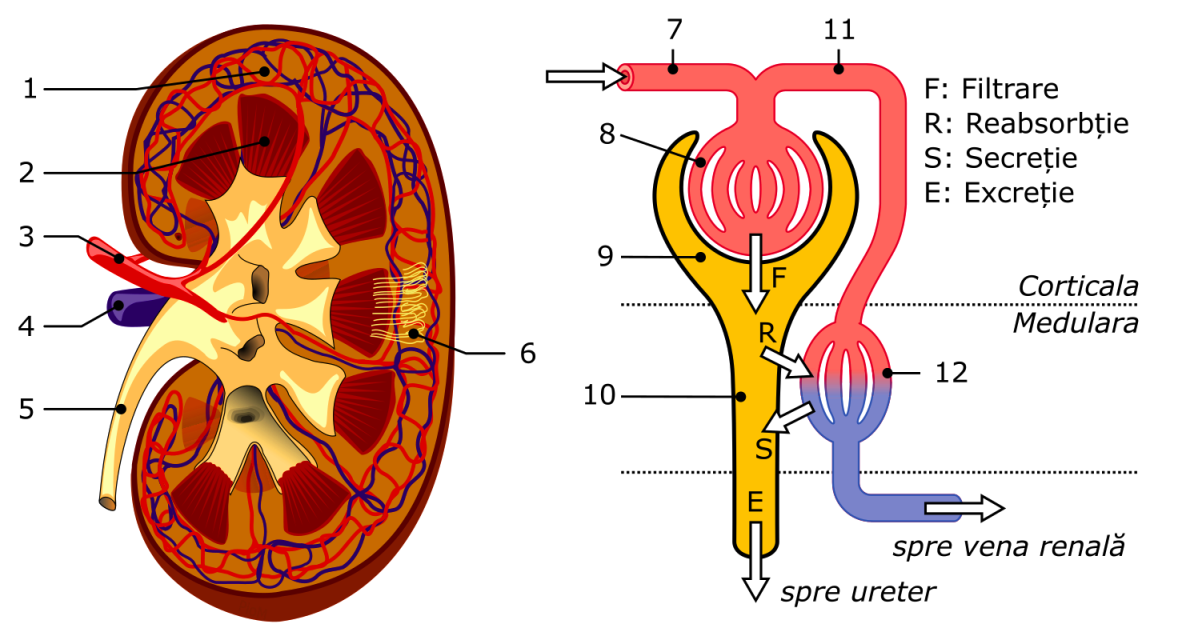
Structura schematică a rinichiului și nefronului:
1 - strat cortical; 2 - strat medular; 3 - arteră renală; 4 - venă renală; 5 - ureter; 6 - nefron; 7 - arteriolă aferentă; 8 - glomerul; 9 - capsula Bowman; 10 - tubi uriniferi; 11 - arteriolă eferentă; 12 - capilare peritubulare

Aparatul excretor este specializat în filtrarea și eliminarea deșeurilor metabolice, precum acidul uric sau ureea. De asemenea, acesta controlează nivelul de lichide prezent în corp.
Aparatul excretor este format dintr-o pereche de rinichi metanefrotici și căi urinare. Rinichii mamiferelor sunt situați de o parte și de alta a coloanei vertebrale lombare, pe peretele abdominal posterior. Aspectul extern al rinichilor este, de regulă, de forma unui bob de fasole (reniform). Fiecare rinichi este acoperit cu o capsulă compactă de țesut conjunctiv fibros. La exterior se află un strat protector de țesut adipos atașat de fascia renală, care fixează rinichii și glandele suprarenale.
Rinichii sunt alcătuiți din două straturi: extern (cortical) și intern (medular). Stratul cortical este format din nefroni, iar stratul medular conține piramide renale alcătuite din tubi colector (canale colectoare). Un nefron include corpuscul renal Malpigi și tub urinifer (renal). În interior, corpusculul renal conține glomerul - un ghem de capilare sangvine, înconjurat de capsula Bowman. Vasele sangvine rezultă prin ramificarea arteriolei aferente și se reunesc la ieșire din capsulă formând arteriola eferentă. În glomerulele renale se desfășoară procesul de filtrare și formarea urinei primare. Capsula Bowman reprezintă extremitatea proximală a tubului urinifer, în interiorul căreia de află glomerulul. Capsulă are formă sferoidală și se continuă cu tubul urinifer, în care are loc reabsorbirea apei, zahărului și a aminoacizilor din urina primară.
Tubul urinifer formează câteva curburi și prezintă trei porțiuni (tubul contort proximal, ansa Henle, tubul contort distal). Tubul contort proximal este constituit dintr-un strat de celule cu micorvili îndreptați spre lumen. Ansa Henle coboară până la stratul medular, fiind formată din segmentul descendent și segmentul ascendent. Tubul distal prezintă un segment drept ascendent care reintră în zona corticală în apropierea glomerulului și se deschide în tubul colector, care alcătuiesc stratul medular al rinichilor.
În stratul medular se evidențiază piramidele, cu vârful orientat spre bazinetul renal, separate prin coloanele corticale Bertin. O asemenea piramidă, împreună cu stratul cortical aferent, formează un lob renal. Tubii colectori care se concentrează în grupuri și se deschid la capătul papilelor renale, ce nimeresc în calicele mari. Calicele se unesc în bazinet care continuă cu uretere alcătuite din țesut conjunctiv, muscular neted și epitelial.
Prin cele două uretere, câte unul de la fiecare rinichi, urina este transportată într-o vezică comună. În vezica urinară are loc acumularea temporară a urinei, iar la umplere este eliminată în mediul exterior prin uretră. La momotremate, uretra se deschide în cloacă.

### Aparatul reproducător
Masculii au o pereche de testicule care produc spermatozoizi iar femelele au două ovare, care produc ovule. În timpul contactului sexual, un spermatozoid pătrunde într-un ovul, astfel realizându-se fecundația. Ovulul fecundat devine zigot. Imediat zigotul (celula ou) începe să se dividă devenind un embrion, apoi un fetus. Durata de gestație diferă de la specie la specie. Spre exemplu, rozătoarele au durata de gestație de 2-3 săptămâni, pe când la elefanți puiul stă în pântecul mamei circa 24 de luni înainte de a se naște.

### Metabolism și termoreglare
Având sistemele de organe mai dezvoltate ca la alte organisme, mamiferele au un metabolism mai ridicat. Datorită acestuia, cât și blănii, ele au tot timpul o temperatură internă ridicată, iar datorită termoreglării (dilatarea sau comprimarea capilarelor, transpirația) temperatura este constantă.
Multe mamifere s-au adaptat la mediile lor de viață, creându-și metode mai ușoare de termoreglare. Iepurele de deșert își folosește urechile pentru a răci sângele, elefanții își fac vânt cu ajutorul urechilor pe când animalele care trăiesc la poli înmagazinează grăsimea, au extremitățile mai mici și blana mai deasă.

## Reproducerea
Majoritatea mamiferelor nasc pui vii, complet dezvoltați. Există însă și excepții, precum monotremele (care se reproduc prin ouă) și marsupialele (care nasc pui vii, dar slab dezvoltați).
Pentru că mamiferele nu se pot înmulți decât pe cale sexuată, competiția este feroce. Multe mamifere recurg la pețirea partenerului, înainte de împerechere. Această „pețire” poate include lupte între masculi, ritualuri de împerechere (mai mult sau mai puțin violente), demonstrații de forță.
După ce sunt născuți, puii, neajutorați la început, învață tehnicile de hrănire, apărare, vânare de la părinții lor, iar când puii sunt destul de mari pentru a se descurca singuri, ei sunt înțărcați de către părinții lor, adică sunt alungați de la căminul lor și obligați să se descurce singuri.

## Comportament
Comportamentul mamiferelor este foarte variat. El poate fi social sau singuratic, activ sau pasiv, blând sau violent, după specie.
Majoritatea speciilor prezintă comportamentul de hrănire încă de la naștere, de altfel primul care apare la puii nou-născuți; printre primele lucruri pe care le fac ei este să caute glandele mamare și să sugă laptele matern, care le va fi o vreme hrana de bază.
Comportamentul de apărare se învață exclusiv de la părinți; puii mamiferelor nu se nasc cu instinctele deja formate, ca peștii, păsările sau ca insectele și au nevoie de ajutorul părinților pentru a-l dobândi. Adesea puii se implică în jocuri inocente dar care le formează instinctele și comportamentul de apărare de care vor avea nevoie mai târziu.
Comportamentul sexual este de cele mai multe ori instinctiv, el declanșându-se de obicei după ce puii sunt înțărcați, la atingerea maturității sexuale. El include pețiri, lupte, alergături, demonstrații de forță, de culoare, pentru a impresiona perechea.
Bioritmurile circadiene ale mamiferelor sunt de obicei diurne, excepție făcând liliecii, care sunt exclusiv nocturni.

## Locomoție
Întrucât sunt animale active, locomoția este un proces esențial în viața mamiferelor. Ele s-au adaptat pentru un anumit tip de locomoție.

### Pe uscat
Cele mai multe mamifere sunt terestre și se deplasează pe uscat. Toate aceste mamifere se deplasează cu ajutorul picioarelor, cele inferioare fiind mai scurte decât cele posterioare la cele care se deplasează prin salturi.
Cangurul, mamifer inferior, se deplasează prin salturi mari, folosindu-și coada grea ca o contragreutate. Alte animale se deplasează prin mers plantigrad (exp. cârtița) sau mers digitigrad (exp. câinele). Felinele africane, tigrul, leul, ghepardul, cita, etc, au corpul ușor și fără surplusuri de grăsime, atingând rapid viteze de până la 70 km/h atunci când își aleargă prada.

### În apă

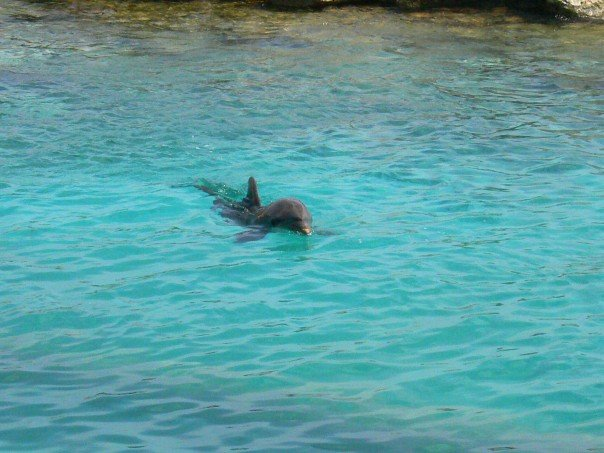
Delfin

Puținele mamifere exclusiv acvatice (cele mai reprezentante fiind delfinul și balena) se deplasează cu ajutorul cozii musculoase sau a aripilor.
Există și mamifere terestre care pot înota, ca de exemplu ursul polar. Ursul polar are nevoie de această îndeletnicire mai ales pentru a se hrăni, hrana lui de bază fiind peștele, dar și pentru a se deplasa între banchizele de gheață. Ursul polar poate înota pe o distanță de aproape 100 km fără să se odihnească, se scufundă până la 4,5 metri și poate rezista sub apă până la două minute. Straturile groase de blană și grăsime asigură flotabilitatea. Hipopotamul, deși este un mamifer terestru, este bine adaptat vieții acvatice. Urechile, ochii și nările sunt poziționate pe vârful capului, astfel încât poate vedea, respira și mirosi în timp ce se află în apă.

### În aer

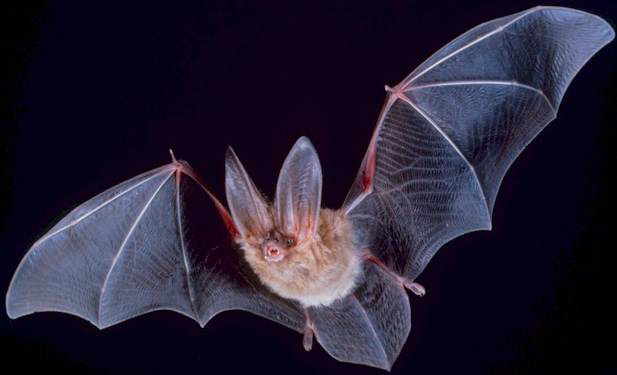
Liliac

Un mamifer care efectiv zboară este liliacul. Liliacul, făcând parte din grupul insectivorelor, are aripile formate dintr-un pliu tegumentar care leagă membrele anterioare de cele posterioare. Mai există mamifere care se pot deplasa pe calea aerului planând, fără a zbura. Un exemplu este veverița zburătoare.

## Comunicarea

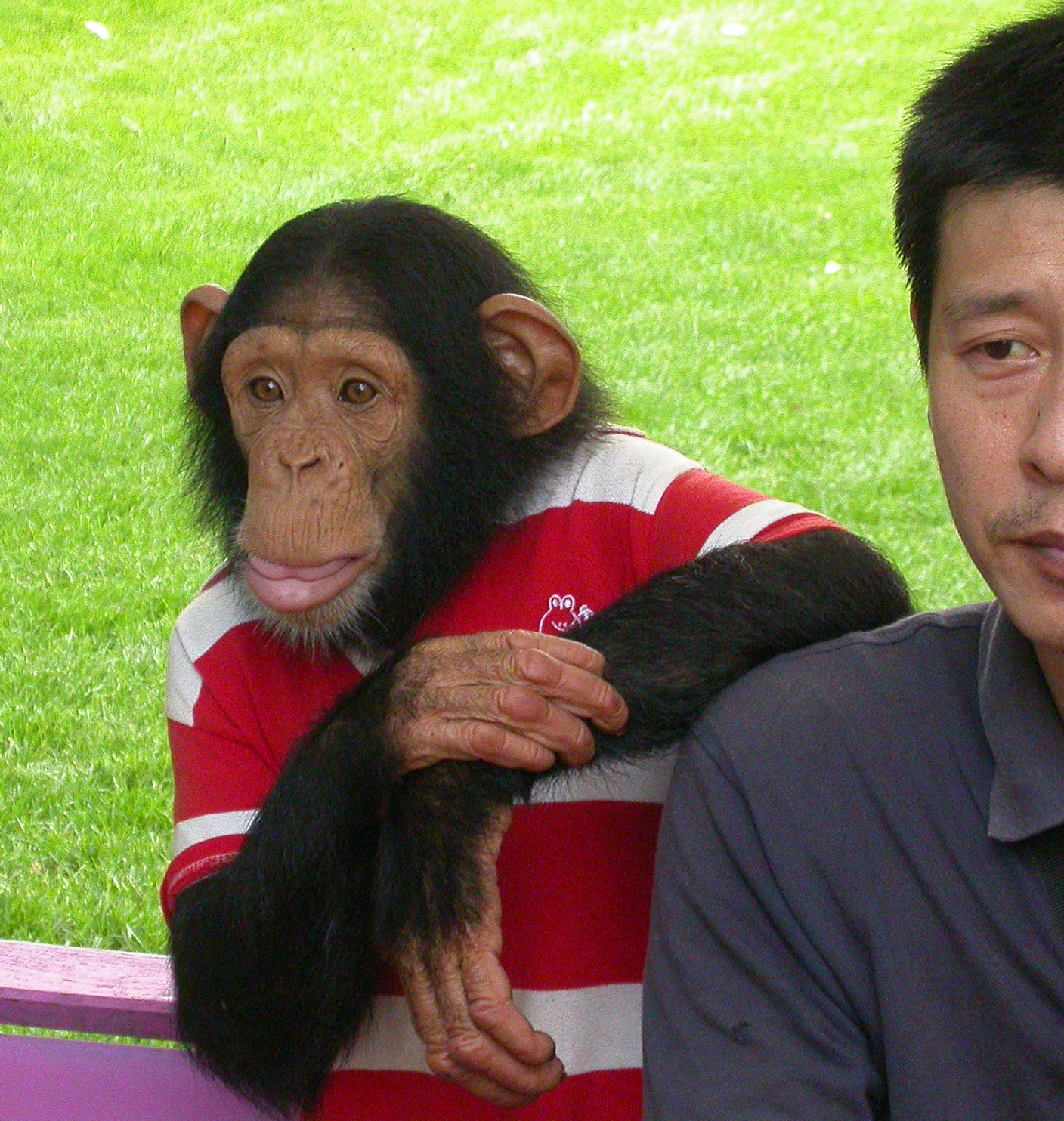
Cimpanzeul este cel mai capabil să se facă înțeles cu ajutorul mimicii, după om. [[#cite_note-imp1-0|[1]]]

Fie că folosește la apărarea teritoriului, la atragerea partenerului sau la chemarea puilor, comunicarea este crucială în viața mamiferelor, în special a celor care trăiesc în grupuri.
După specie, mamiferele au dezvoltat diferite metode de a comunica, cele mai complexe fiind vocalizările articulate ale primatelor. Alte metode de comunicare includ undele sonore pe frecvență înaltă, diferite mirosuri corporale, mârâituri și chițăituri sau chiar lovituri sau împunsături.
Mamiferele comunică cel mai frecvent prin sunete. Balenele emit un fluierat deosebit de sonor, care poate străbate întreg Oceanul Pacific. Suricatele folosesc o largă gamă de sunete pentru a comunica între ele, fiecare sunet având un anumit înțeles. Primatele își folosesc inteligența pentru a comunica folosind sunete articulate, chiar dacă pot comunica și prin diferite gesticulări și semne simple.

## Habitat și răspândirea biogeografică
Mamiferele sunt răspândite pe toată suprafața Pământului, de la Polul Nord la Ecuator și până la Polul Sud și s-au adaptat atât la viața terestră cât și la viața marină sau chiar subterană. O primă explicație pentru această imensă adaptabilitate a mamiferelor este faptul că au sânge cald și își păstrează temperatura corporală constantă indiferent de vreme.
Mamiferele s-au adaptat în foarte multe habitate și ecosisteme, incluzând cel de baltă, cel de mlaștină, cel de pădure și chiar oceanul, în cazul delfinului și al balenei.
De departe, concentrația cea mai mare de mamifere este în zona tropicală și subtropicală, pe când cea mai mică este la Poli.
Mai jos sunt date exemplare din aceeași familie (Ursidae), împreună cu răspândirea lor geografică. A se observa adaptările fiziologice ale urșilor și habitatul lor.
|                                                         |                                       |
| Ursul polar, un exemplu de adaptare în condiții extreme | Extinderea geografică a ursului polar |

|               |                             |
| Ursul tibetan | Răspândirea ursului tibetan |

|                     |                          |
| Ursul brun eurasian | Răspândirea ursului brun |

## Importanța pentru oameni
Mamiferele sunt foarte importante pentru oameni, speciile de mamifere fiind printre cele mai ușor de domesticit. Omul consumă de la ele carne, lapte, folosește blana, lâna, pielea pentru materialele textile, le folosește în viața de zi cu zi pentru diverse activități.
Câinele, „cel mai bun prieten al omului”, pe lângă faptul că este afectuos, își protejează stăpânul și îl ajută în diversele activități cotidiene. Este folosit de poliție, de jandarmerie la căutarea persoanelor dispărute dar și a drogurilor, având un miros foarte rafinat. Câinii sunt folosiți de persoanele cu deficiențe de vedere pentru apărare și pentru orientarea în spațiu.
Pisica se atașează de stăpân și este foarte afectuoasă. Calul a fost (și încă este) folosit la activitățile agricole și la tractarea vehiculelor.

## Clasificarea mamiferelor
În legătură cu clasificarea mamiferelor, ca de altfel în toate clasificările, există mai multe păreri, iar unele dintre acestea pot fi asemănătoare sau mai puțin asemănătoare.
- Clasificarea mamiferelor după Feider et al., 1976
- Clasificarea mamiferelor după Systema Naturae 2000